# Цапари
Цапари (мкд. Цапари) су насеље у Северној Македонији, у јужном делу државе. Цапари припадају општини Битољ.
Цапари су до 2004. године били средиште истоимене општине, која је потом прикључена општини Битољ.

## Географија
Насеље Цапари је смештено у јужном делу Северне Македоније. Од најближег већег града, Битоља, насеље је удаљено 18 km западно.
Цапари се налазе у области Ђаваткол, планинске области између Пелагоније и басена Преспанског језера. Насеље је смештено високо, на северним падинама планине Баба. Близу села су границе националног парка „Пелистер“. Кроз село притиче поток, који испод гради реку Шемницу. Надморска висина насеља је приближно 1.010 метара.
Клима у насељу је планинска због знатне надморске висине.

## Становништво
Цапари су према последњем попису из 2021. године имали 307 становника.
| Национални састав према попису из 2021.‍ | Национални састав према попису из 2021.‍ | Национални састав према попису из 2021.‍ | Национални састав према попису из 2021.‍ | Национални састав према попису из 2021.‍ |
| --------------------------------------- | --------------------------------------- | --------------------------------------- | --------------------------------------- | --------------------------------------- |
|                                         |                                         |                                         |                                         |                                         |
| Македонци                               | Македонци                               |                                         | 284                                     | 92,5%                                   |
| непописани                              | непописани                              |                                         | 21                                      | 6,8%                                    |

Већинска вероисповест је православље.

## Познате личности
- Драги Канатларовски, севервномакедонски фудбалски тренер и бивши репрезентативац